# 矢板城

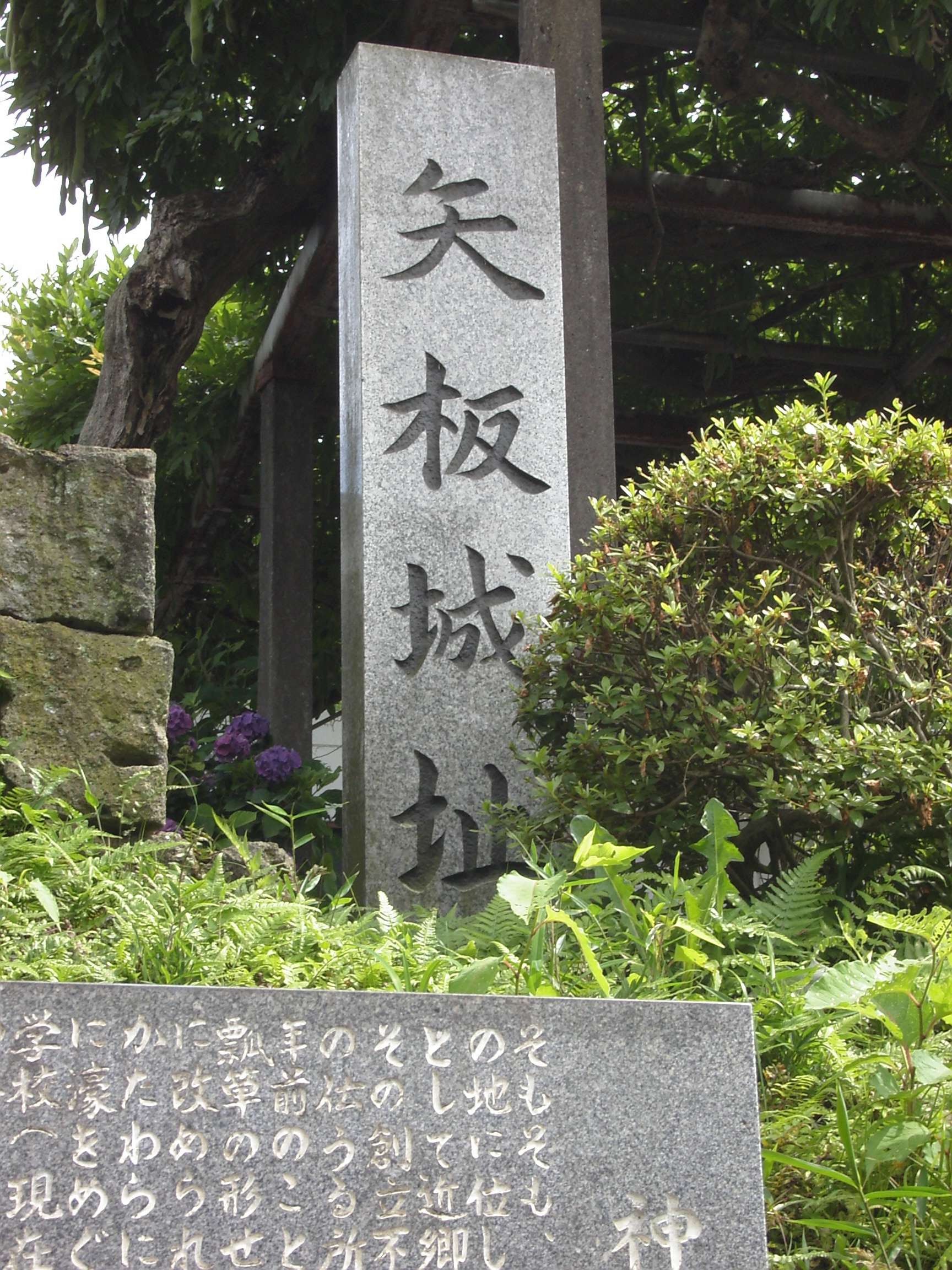
矢板城址にある矢板城址碑

矢板城（やいたじょう）は、栃木県矢板市大字矢板にあった日本の城（平山城）。平安末期に矢板重郎盛兼によって築かれた。天正18年（1590年）、あるいは、正保元年（1644年）9月19日廃城。矢板館とも呼ばれる。

## 概要
源姓塩谷氏の重臣矢板重郎盛兼によって城は築かれ、その後、代々矢板氏の居館になったものと思われるが、その歴史は、ほとんど伝承が無く定かではない。但し、塩谷惟純が塩谷郡復帰後に居城としたという伝承や、『川崎城跡・御前原城跡発掘調査報告書』によれば、堀江塩谷氏の3代目にあたる塩谷惟頼が居城したという伝承もある。
塩谷氏の居城である川崎城の北の守りの支城として機能しており、平城ではあるが、やや高台に城が築かれていた。南側の一段低い土地に広がる湿地帯と、城の東を流れる人工の用水路である富田堀を天然の要害とし、北に土塁を築いて防御を固めた城で、当地には権現山と呼ばれる古墳もあり、そこは物見台として使用されていた。矢板城の廃城後、当地は「たたり山」と呼ばれ、城の土塁などがそのまま残されていたが、明治時代に入り、学校の建設など開発によって遺構が徐々に破壊され、土塁の土も矢板駅の建設や近くの窪地の埋め立てに使われて破壊され、現在は、その遺構のほとんどを失っている。ただ、当地は今も高台になっており、それが城の面影を残している。

## 矢板村合戦
矢板城の東側には「合戦場」という小字名が残っており、天正10年（1582年）6月10日に矢板城を中心に矢板村合戦と呼ばれる塩谷氏と那須氏の小競り合いが行われている。塩谷氏の家臣である大沢氏の記録である大沢家記には、大沢主水が那須方の大貫左近を生け捕りにし、他に首ひとつ取ったので、太田村を拝領したとの記録が残っている。

## 廃城の時期
廃城の時期については、矢板村一帯が、塩谷氏の支配から岡本氏の支配に変わった天正18年（1590年）に廃城になったか、あるいは、その後も岡本氏の別邸として利用され、岡本氏が改易された正保元年（1644年）9月19日のいずれかと考えられているが定かではない。

## 謎の人骨
矢板市の刊行物である「やいたの伝説 後編」には、矢板城の近くを流れる富田堀の西側から、明治時代の工事の時、立ったままの姿の人骨が数体発見されたという話が掲載されている。この人骨については、城の人柱としたもの、合戦での戦死者を葬ったもの、あるいは、近くに処刑場があり、その処刑者を葬ったものと様々な可能性を示しているが定かではない。ただ、合戦や処刑での死者であれば、立ったままの姿というのが理屈に合わないので、矢板城の人柱と考えるのが妥当であるとの説が最も有力とされている。